# 斯卡夫陶区
斯卡夫陶区是冰岛南部区的市镇。市镇面积为6,943平方公里，人口数量为680人（2023年）。
该市镇成立于1990年6月10日，由原四个区合并而成，包括原西斯卡夫塔山县除米达尔区之外的区域。